# Monuments Men
Ne doit pas être confondu avec Monuments, Fine Arts, and Archives program.
Pour plus de détails, voir Fiche technique et Distribution.
Monuments Men (The Monuments Men),  ou Les Monuments Men au Québec, est un film historique américano-allemand réalisé par George Clooney et sorti en 2014. C'est l'adaptation du livre Monuments Men de Robert M. Edsel (en) de 2009.
Le film a été présenté à la Berlinale 2014.

## Synopsis
En 1944, le groupe Monuments, Fine Arts, and Archives program, surnommé les « Monuments Men », est créé par le Général américain Eisenhower. Il est chargé de suivre les Alliés afin de récupérer les œuvres d'art dérobées par les nazis, notamment le célèbre Retable de Gand et la Madone de Bruges.

## Fiche technique
- Titre original : The Monuments Men
- Titre français : Monuments Men
- Titre québécois :  Les Monuments Men
- Réalisation : George Clooney
- Scénario et production : George Clooney et Grant Heslov, d'après le livre Monuments Men de Robert M. Edsel (en)
- Musique : Alexandre Desplat
- Direction artistique : James D. Bissell (en)
- Décors : Helen Jarvis
- Costumes : Louise Frogley
- Photographie : Phedon Papamichael
- Montage : Stephen Mirrione
- Sociétés de production : Smokehouse, Fox 2000 Pictures, Columbia Pictures et Studios de Babelsberg
- Sociétés de distribution :  Columbia Pictures,  20th Century Fox France
- Budget : 70 000 000 USD[4]
- Pays de production :  États-Unis,  Allemagne
- Langue originale : anglais (quelques dialogues en allemand, en russe et en français)
- Format : couleur
- Genre : Comédie dramatique, historique et guerre
- Durée : 119 minutes
- Dates de sortie[5] :
  - États-Unis : 7 février 2014
  - Allemagne : 20 février 2014
  - Belgique, France : 12 mars 2014[6]
- Classification[7] :
  - États-Unis : PG-13
  - France : tous publics

## Distribution
- George Clooney (VF : Samuel Labarthe ; VQ : Daniel Picard) : Frank Stokes[n 1]
- Matt Damon (VF : Damien Boisseau ; VQ : Gilbert Lachance) : James Granger[n 2]
- Bill Murray (VF : Bernard Métraux ; VQ : Marc Bellier) : Richard Campbell
- Cate Blanchett (VF : Isabelle Gardien ; VQ : Nathalie Coupal) : Claire Simone[n 3]
- John Goodman (VF : Jacques Frantz ; VQ : Yves Corbeil) : Walter Garfield[n 4]
- Jean Dujardin (VF et VQ : lui-même) : Jean-Claude Clermont[n 5]
- Hugh Bonneville (VF : Philippe Crubézy ; VQ : Alain Zouvi) : Donald Jeffries
- Bob Balaban (VF : Féodor Atkine ; VQ : Jacques Lavallée) : Preston Savitz
- Alexandre Desplat : Émile
- Serge Hazanavicius : René Armand
- Grant Heslov : le docteur
- Diarmaid Murtagh (VF : Gilles Morvan ; VQ : Frédérik Zacharek) : le capitaine Harpen
- Aurélia Poirier : une jeune Française
- Xavier Laurent : un Français armé
- Audrey Marnay : la femme de Jean-Claude
- Nick Clooney (VF : Samuel Labarthe ; VQ : Daniel Picard) : Frank Stokes, âgé
- Dimitri Leonidas (VF : Patrick Mancini ; VQ : Maël Davan-Soulas) : Sam Epstein
- Justus von Dohnányi (VF : Hansjorg Schass ; VQ : Frédéric Desager) : Viktor Stahl
- Sam Hazeldine (VF : Lionel Tua) : Colonel Langton

Source et légende : Version française (V. F.) sur RS Doublage et AlloDoublage
Source et légende : Version québécoise (V. Q.) sur Doublage Québec

## Production

### Développement
L'histoire du film est librement inspirée de celle du Monuments, Fine Arts, and Archives program, dont il existe des photos historiques. Le nom de certains personnages principaux ont été volontairement modifiés :
- George L. Stout a inspiré le personnage de Frank Stokes, interprété par George Clooney
- James J. Rorimer a inspiré le personnage de James Granger, interprété par Matt Damon
- Rose Valland a inspiré le personnage de Claire Simone, interprété par Cate Blanchett
- Ronald E. Balfour a inspiré le personnage de Donald Jeffries, interprété par Hugh Bonneville

### Attribution des rôles
Daniel Craig devait initialement incarner James Granger. En raison d'un emploi du temps incompatible, il est remplacé par Matt Damon.
James Payton, qui incarne ici Adolf Hitler, l'avait déjà interprété en le parodiant dans Captain America: First Avenger.

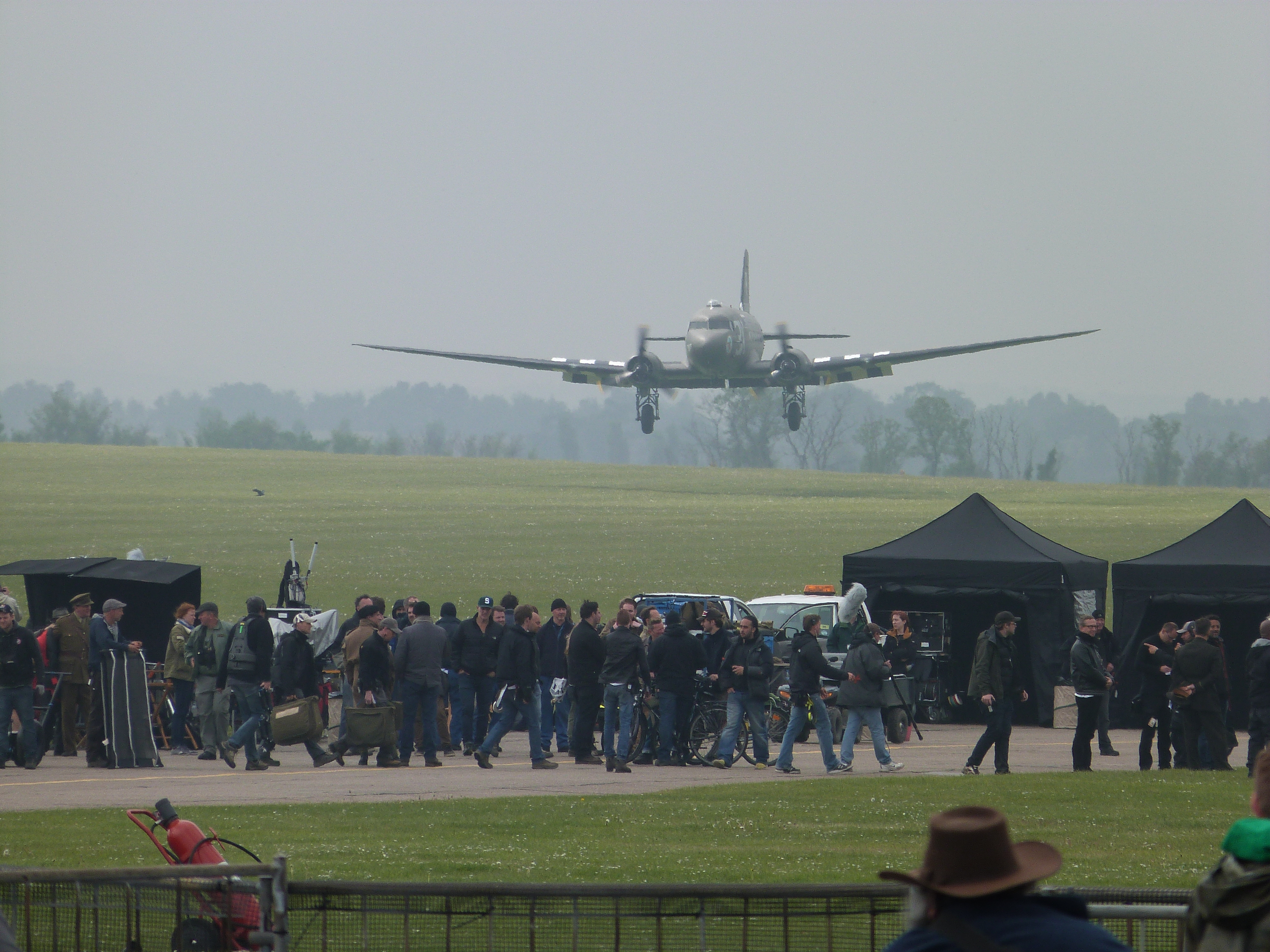
Un Douglas C-47 Skytrain atterrit sur l'aérodrome de Duxford pendant le tournage du film.

### Tournage
Le tournage débute en mars 2013 aux Studios de Babelsberg à Potsdam en Allemagne, puis se poursuit dans la région métropolitaine de Berlin-Brandebourg, notamment à Osterwieck. Certaines scènes ont été tournées au Imperial War Museum Duxford dans le comté de Cambridgeshire,.
Des scènes ont été tournées à Görlitz (Allemagne).

### Musique
La musique du film est composée par Alexandre Desplat et interprétée par l'orchestre symphonique de Londres.
Liste des titres
1. The Roosevelt Mission - 1:20
2. Opening Titles - 2:38
3. Ghent Altarpiece - 2:38
4. Champagne - 1:00
5. Basic Training - 1:16
6. Normandy - 1:06
7. Deauville - 2:34
8. Stokes - 1:24
9. I See You, Stahl - 2:41
10. John Wayne - 2:17
11. Sniper - 2:35
12. Into Bruges - 1:52
13. The Letter - 3:17
14. The Nero Decree - 1:40
15. Stahl's Chalet - 0:52
16. Jean-Claude Dies - 3:30
17. Siegen Mine - 3:05
18. Claire & Granger - 3:28
19. Gold! - 1:29
20. Heilbronn Mine - 4:24
21. Castle Art Hoard - 2:02
22. Altaussee - 0:54
23. Finale - 9:18
24. End Credits - 1:08
25. Have Yourself a Merry Little Christmas (interprété par Nora Sagal, écrit par Ralph Blane et Hugh Martin) - 2:04

## Accueil

### Sortie
Initialement prévue pour le 18 décembre 2013, la sortie américaine est repoussée au 1er trimestre 2014. George Clooney a indiqué au Los Angeles Times qu'il y avait encore du travail, notamment sur la bande originale et les effets spéciaux : « Si les effets sont kitsch, le film entier aura l'air kitsch. Nous n'avons simplement pas assez de techniciens et pas assez de temps pour finir le film ». La date de sortie française n'est cependant pas modifiée.

### Accueil critique
Lors de sa sortie en salles, Monuments Men a obtenu un accueil mitigé à négatif des critiques professionnels : dans les pays anglophones, le film récolte 31 % d'avis positifs sur le site Rotten Tomatoes, sur la base de 249 commentaires collectés et une moyenne de 5,2⁄10, tandis qu'il obtient un score de 52⁄100 sur le site Metacritic, sur la base de 43 commentaires collectés. En France, l'accueil est similaire, puisqu'il obtient une moyenne de 2,2⁄5 sur le site Allociné, sur la base de 29 commentaires collectés.
Parmi les critiques positives, Rex Reed, du New York Observer considère que ce cinquième long-métrage de Clooney en tant que réalisateur est le meilleur depuis Good Night and Good Luck et en le notant d'un 3,5 étoiles sur 4, tandis qu'Alain Masson, de Positif, note que « faisant usage de lieux communs, Clooney y glisse avec adresse un principe humaniste, au sens de la Renaissance ».
Parmi les commentaires mitigés ou négatifs, Claudia Puig, de USA Today, le voit comme un film « sympathique et bien intentionné, mais tiède »,. Le Los Angeles Times pense qu'en voulant réaliser un film trop ambitieux pour lui, « Clooney a eu les yeux plus grands que le ventre ». Le Washington Post a émis une virulente critique, déconseillant même de se déplacer pour le voir, risquant de perdre son temps et son argent.
Le long-métrage obtient un accueil positif du public, bien que modéré, puisqu'il obtient une note de 6,1⁄10 sur le site IMDb, pour 78 895 votes. Il obtient une note de 2,5⁄5 sur le site Allociné de la part du public, pour 3 319 notes dont 671 critiques.

### Box-office
| Pays ou région | Box-office        | Date d'arrêt du box-office | Nombre de semaines |
| -------------- | ----------------- | -------------------------- | ------------------ |
| États-Unis     | 78 031 620 $,     | 18 mai 2014                | 15                 |
| France         | 1 288 384 entrées | 6 mai 2014                 | 8                  |
| Monde          | 154 984 035 $     | 18 mai 2014                | 15                 |

#### Aux États-Unis
Sorti aux États-Unis le 7 février 2014 dans 3 083 salles, Monuments Men prend la seconde place du box-office le week-end de sa sortie, derrière La Grande Aventure Lego, enregistrant un résultat de 22 003 433 $, pour une moyenne de 7 137 $ par salles. Il s'agit du meilleur démarrage d'un film réalisé par George Clooney sur le territoire américain. En première semaine, le long-métrage totalise 28 668 667 $ de recettes, pour une moyenne de 9 299 $ par salles . Pour son second week-end à l'affiche, Monuments Men chute en quatrième position, avec une baisse de 29,7 % des recettes, ce qui lui vaut d'engranger 15 475 490 $ au cours de cette période, pour un ratio de 5 020 $ par salles. Le total des recettes durant les deux week-ends est de 44 144 157 $. L'exploitation du long-métrage s'arrête en quinzième semaine avec 78 031 620 $.

#### En France
Sorti dans 524 salles en France le 12 mars 2014, Monuments Men s'installe à la deuxième position du box-office le jour de sa sortie avec 77 594 entrées, devenant ainsi le meilleur démarrage d'un film réalisé par Clooney. Lors de son premier week-end en salles, il prend la troisième position avec 464 250 entrées. Il garde cette troisième place lors de sa première semaine en salles avec 687 930 entrées, devenant ainsi le plus grand succès de Clooney comme réalisateur. En deuxième semaine, il enregistre un total de 305 347 entrées, soit une évolution en baisse de 55,61 % par rapport à la semaine précédente, mais qui lui permet toutefois de cumuler 993 277 entrées. L'exploitation en salles de Monuments Men s'arrête début mai 2014, lors de sa huitième semaine, avec près de 1,3 million d'entrées.

#### Dans les autres territoires
À l'international, Monuments Men rapporte 76 952 415 $ de recettes, obtenant ses meilleurs résultats en France (11 024 135 $) et au Royaume-Uni (10 239 935 $, soit 911 225 entrées).

## Distinctions
- Berlinale 2014 : sélection hors-compétition